# Type 85

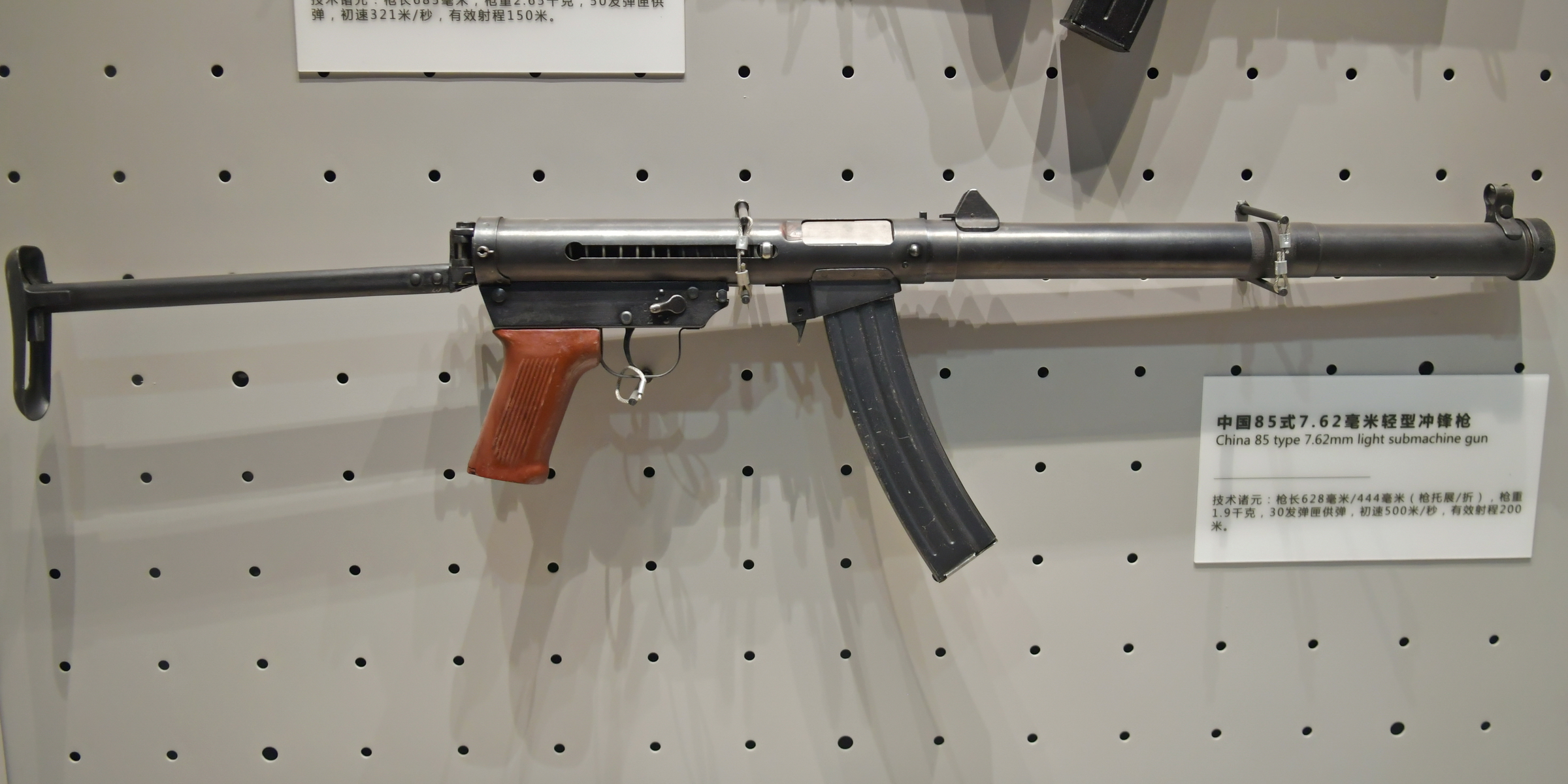
Type 85

Type 85 è un mitra prodotto da Norinco a partire dagli anni 1980.

## Storia
Fu sviluppato all'inizio degli anni '80 come sostituto meno costoso del Type 79, e ne venne realizzata anche una versione dotata di silenziatore per sostituire i fucili Type 64 in servizio presso l'esercito popolare di liberazione. Il mitra, assieme alle altre due armi citate, è attualmente in uso alle forze di polizia e alle forze armate della Cina.

## Caratteristiche
L'arma da fuoco utilizza un sistema a massa battente, un caricatore tubolare in acciaio e un lungo tubo silenziatore anch'esso in acciaio. La leva di selezione della modalità di sicurezza, che funge anche da selettore di fuoco, si trova sul lato destro dell'unità grilletto, sopra la protezione del grilletto, e consente colpi singoli e fuoco completamente automatico.
È dotato di calcio a spalla in acciaio che si piega a quando l'arma non viene utilizzata; tutte le versioni utilizzano un munizionamento da 7,62 × 25 mm Tokarev.